# Lucio Cesio Marziale
Lucio Cesio Marziale (in latino: Lucius Caesius Martialis; 15 circa – dopo il 57) è stato un magistrato e senatore romano, console dell'Impero romano.

## Biografia
Della figura di Marziale non molto è noto. Di origine probabilmente veronese, suo padre fu presumibilmente il Lucio Cesio [---] che, in qualità di praefectus aerarii militaris, dedicò a Verona una statua a Tiberio tra 21 e 30.
L'unica carica attestata per Marziale è il suo consolato suffetto, ricoperto per il secondo semestre del 57 insieme al princeps Nerone, in carica per la seconda volta.